# Analizzatore automatico

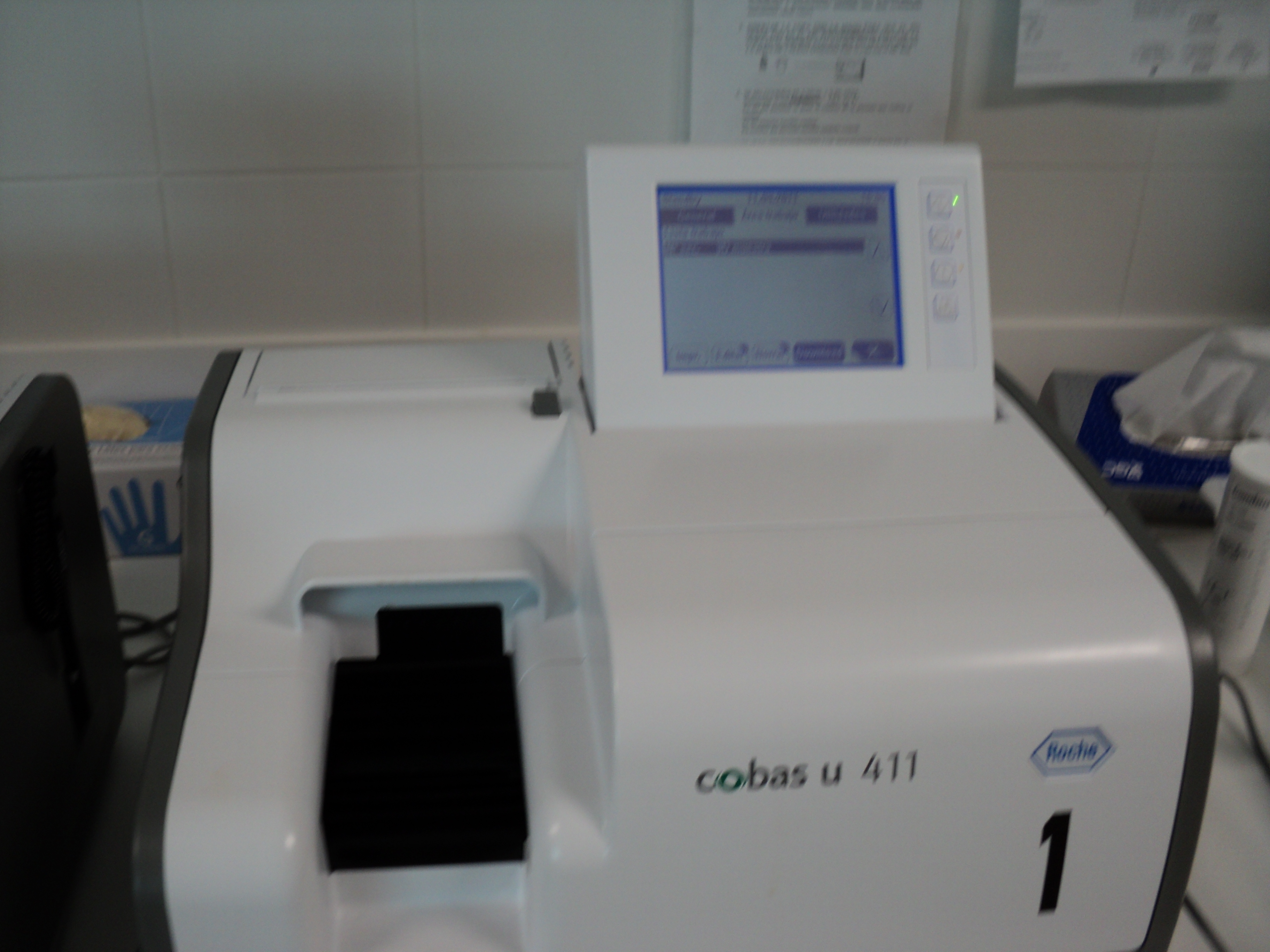
Cobas u 411

Un analizzatore automatico è uno strumento del laboratorio di analisi medico che esegue in maniera automatica un processo (metodo analitico, saggio o protocollo) di analisi su un campione biologico opportunamente preparato e confezionato.

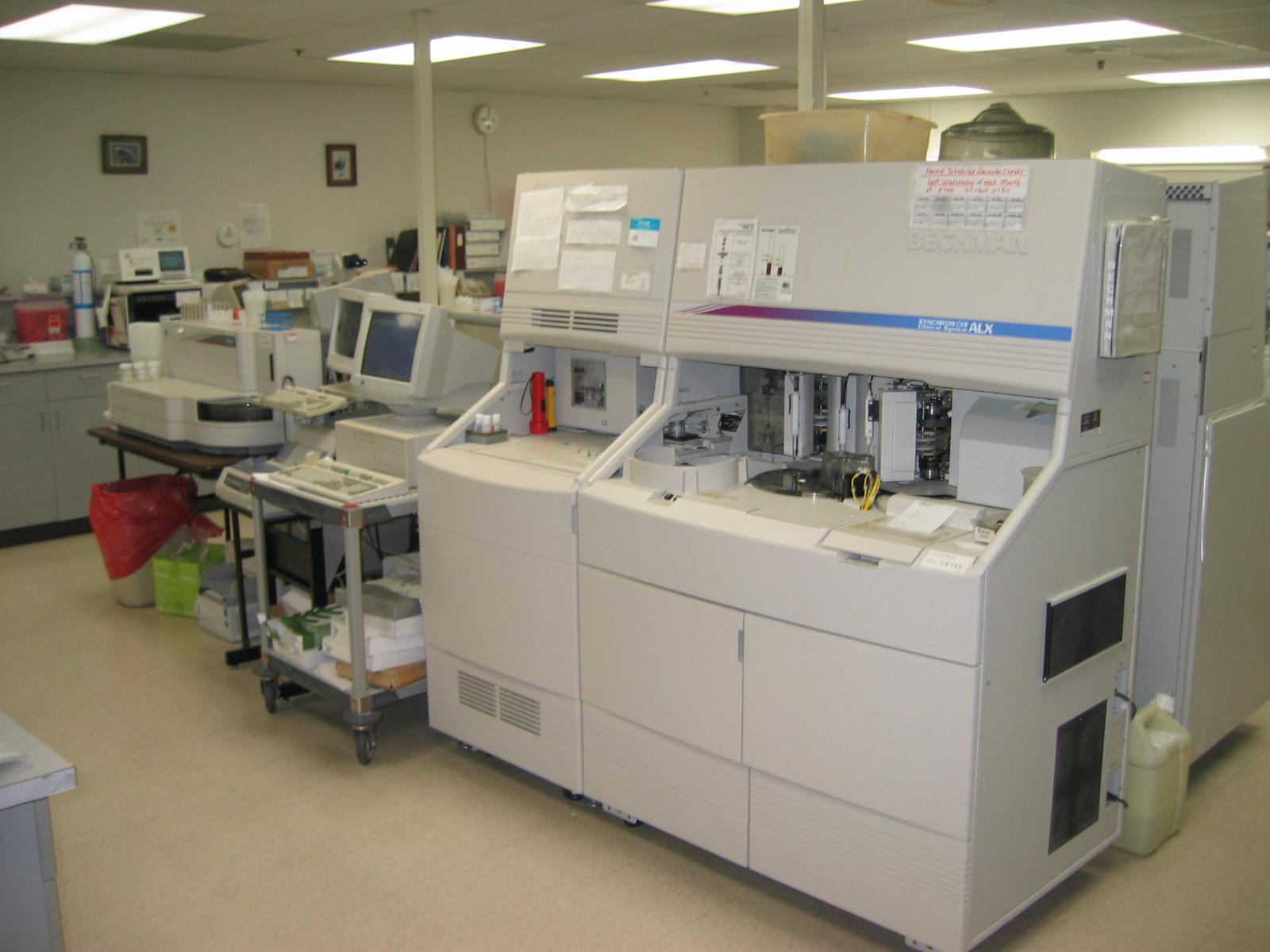
due analizzatori automatici con annesso computer per l'interfaccia utente: in primo piano uno (più grande) "stand alone", in secondo piano uno "da banco"

I risultati delle analisi prodotti dagli analizzatori automatici devono essere sempre sottoposti al vaglio di un laureato che, dopo i controlli (che possono includere eventuali ripetizioni o l'esecuzione di esami collaterali di conferma) valida e firma il referto finale.

## Funzionamento
Solitamente gli analizzatori automatici vengono caricati con provette contenenti il campione, da cui prelevano una aliquota usata per il processo di analisi, e conservato in una cuvette di reazione. Il protocollo prevede spesso l'aggiunta di uno o più  reagenti, una fase di incubazione, la misura vera e propria e la conversione del risultato in unità metriche.
Negli analizzatori pensati per alti volumi di produzione (più di 100 campioni al giorno) è presente un lettore di codice a barre che tenta di identificare una etichetta con codice a barre sul campione. Il codice alfanumerico che contrassegna la provetta viene usato dall'analizzatore come "chiave" per risalire alle informazioni sulle analisi da fare. Prima del 2000 era comune che le informazioni sui test da eseguire fossero inserite in maniera più o meno manuale, e che i risultati prodotti venissero stampati su carta e poi trascritti nel Laboratory Information System  (LIS), ossia il gestionale di laboratorio. La prassi comune oggi è invece che l'analizzatore sia dotato di un collegamento seriale (porta seriale, RS232) con il computer del programma gestionale e che il software che gestisce l'analizzatore sia in grado di scambiare dati con il gestionale. In questo caso, quando ha "letto" la provetta l'analizzatore interroga il gestionale sui test da eseguire per quella specifica provetta, e quando ha eseguito i test trasferisce i risultati.
I risultati possono essere costituiti da uno o più valori numerici (es. glucosio, ferro o ferritina) o essere una serie di conteggi (es. globuli rossi, globuli bianchi) o addirittura essere delle immagini o dei grafici, nel caso di misure multidimensionali (nel tempo, o nello spazio).
Gli analizzatori della serie "Vitros", sviluppati in origine dalla Kodak, dispongono di una interessante variazione sulla tecnologia di analisi, usando lastrine di preparato (reagente) secco, sulle quali viene appoggiata una goccia della sostanza da analizzare. La tecnologia a secco, rispetto ai reagenti liquidi, assicura nel tempo una stabilità del reagente e una ripetibilità del test molto superiore. Per questo motivo venivano usati nelle navi della marina militare americana. Per contro, lo sviluppo dei reagenti su lastrina ha dei tempi molto lunghi, risultando poco competitivo dal punto di vista commerciale.
Tra le fasi importanti di lavoro con un analizzatore automatico, vi sono la
- calibrazione, il momento in cui si chiede all'analizzatore di misurare uno o più campioni con concentrazione nota vicini ai limiti di linearità della misura, su cui calcolare il fattore di conversione della misura
- la misura del bianco, per valutare il rumore di fondo,
- il controllo della qualità, ossia la misura di campioni di concentrazione nota, per la verifica del regolare funzionamento dell'analizzatore, e la valutazione della serie dei valori misurati (più valori di seguito sopra o sotto il limite di tolleranza indicano un malfunzionamento o la necessità di una ricalibrazione).

## Settori di utilizzo

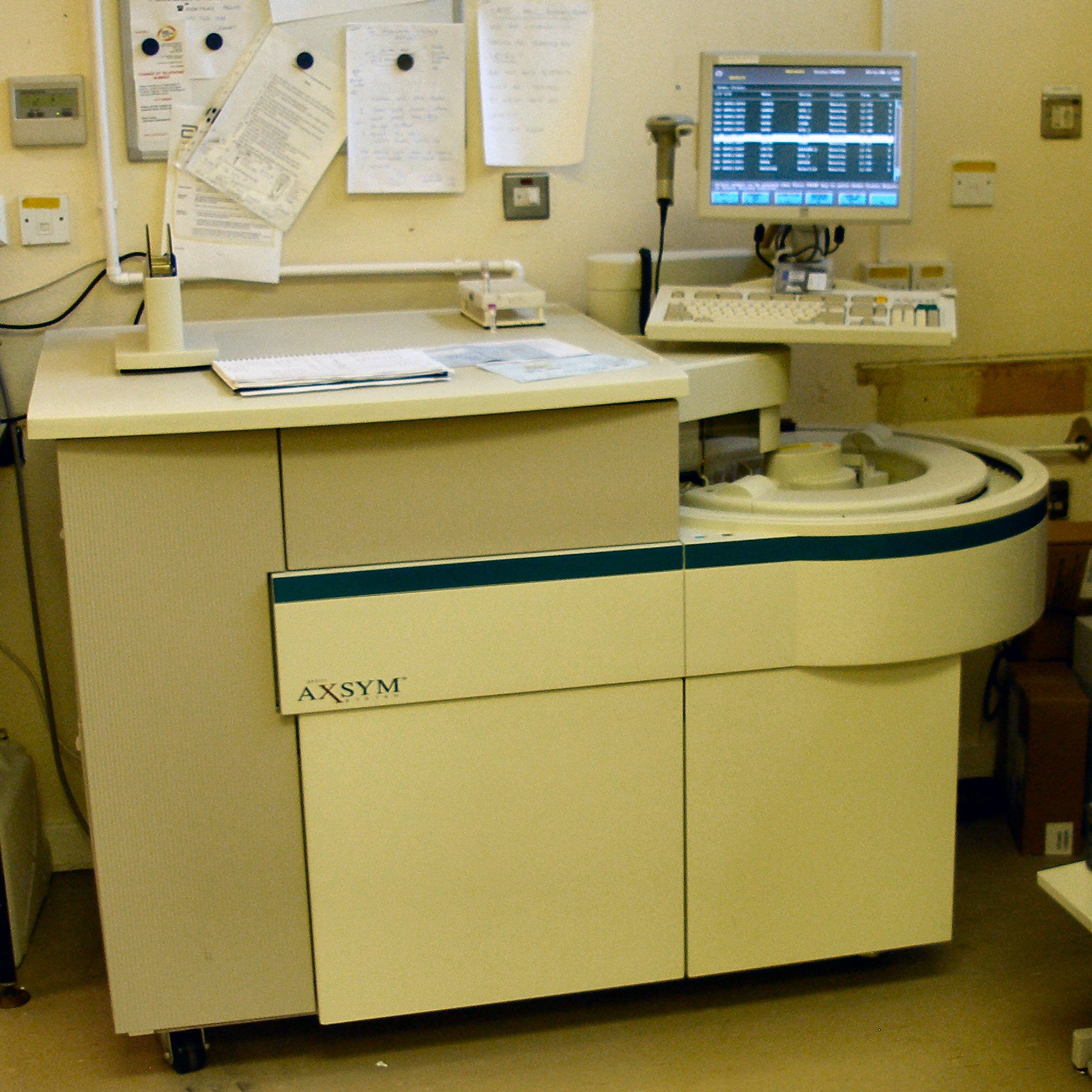
analizzatore di immunochimica della Abbott Laboratories

Vi sono analizzatori automatici per:
- Chimica clinica, per analisi su siero e urina.
- Immunologia, per analisi su siero, liquido amniotico e liquido cerebro-spinale.
- Ematologia e coagulazione del sangue
- Elettroforesi

## Produttori
Tra i grossi produttori di analizzatori automatici per il laboratorio vi sono:
- Abbott Laboratories
- Olympus
- Ortho Clinical Diagnostics, nata come Kodak
- Roche
- Siemens (che ha acquisito le divisioni diagnostiche di Bayer)

In realtà, la maggior parte degli analizzatori vengono prodotte da ditte giapponesi o da piccole ditte di automazione per poi essere marchiate e commercializzate dalle multinazionali produttrici dei reagenti.
Tra le aziende italiane del settore vi sono la Menarini e la Diasorin.